# August Karl Stöger
August Karl Stöger (* 19. Jänner 1905 in Ischl; † 18. April 1989 in Bad Ischl) war ein österreichischer Kinder- und Jugendbuchautor, Übersetzer sowie Volks- und Hauptschullehrer und Hauptschuldirektor. Er trat auch als Erzähler und Verfasser von Hörspielen in Erscheinung.
In zeitgenössischen Zeitungen der 1930er und 1940er Jahre wurde er oftmals fälschlicherweise auch Karl August Stöger geschrieben.

## Leben und Wirken

### Familie und Abstammung
August Karl Stöger wurde am 19. Jänner 1905 als Sohn des Salinenarbeiters August Stöger (* 21. Juni 1875 in Ischl; † 2. Jänner 1956) und dessen Ehefrau Katharina (geborene Kitzmüller; * 2. September 1879 in St. Johann am Windberg; † 9. April 1953) in Ischl geboren und am 22. Jänner 1905 auf den Namen August Karl getauft. Die Familie lebte zu dieser Zeit in der zu Ischl gehörenden Ortschaft Reiterndorf; seine Eltern hatten am 11. Jänner 1904 in Ischl geheiratet. Stögers Cousin war der ebenfalls aus Ischl stammende Volksdramatiker und Theaterverleger Hermann Demel (1897–1986). Der Vater diente im Ersten Weltkrieg in der Landsturm-Infanterie und wurde im Herbst 1914 bei Lublin durch einen Handschuss verwundet. Am 2. November 1916 wurde er neuerlich verletzt, als er, mittlerweile an der italienischen Front im Einsatz, auf dem Rückweg vom Nachtdienst durch ein Schrapnell unterhalb des linken Schulterblattes verwundet wurde und sich zudem eine Streifverwundung an der linken Achsel zuzog. Ein Onkel August Karl Stögers fiel im Ersten Weltkrieg bei den Karpatenkämpfen im März 1915, während Paul Stöger, ein weiterer Onkel, als Oberlehrer in der oberösterreichischen Heimat verweilte und nicht zum Kriegsdienst eingezogen wurde. Im Jahr 1917 wurde dem Vater die kaiserliche belobende Anerkennung sowie die Bronzene Tapferkeitsmedaille zuteil.

### Schulzeit und Beginn des Lehrerberufs
Stöger besuchte in dem Kurort im Salzkammergut die Schule und kam nach erfolgreichem Abschluss an die Bischöfliche Lehrerbildungsanstalt Linz, an der er im Jahr 1923 mit Auszeichnung maturierte. Danach war er in verschiedenen Ortschaften Oberösterreichs, vor allem im Salzkammergut, als Volksschullehrer beschäftigt. Eine der ersten Stellen, die er annahm, war die eines Aushilfslehrers an der Volksschule von Neukirchen bei Altmünster. Um das Jahr 1927 fungierte Stöger als provisorischer Schulleiter in Pramet und wurde von der oberösterreichischen Landesregierung in deren Sitzung vom 20. Dezember 1927 zum Lehrer in Viechtwang ernannt. Ende Oktober 1928 war Stöger zum provisorischen Lehrer an der Knabenhauptschule Wels berufen worden. Rund ein Jahr später wurde er provisorischer Lehrer in Kematen. Ebenfalls 1929 legte er die Hauptschulprüfung in Deutsch, Englisch, Geschichte und Geografie ab und wirkte ab dieser Zeit als Hauptschullehrer in zahlreichen oberösterreichischen Gemeinden, darunter Kirchdorf an der Krems, Gmunden, Ebensee, Goisern und zuletzt in seinem Heimatort, in dem er bis zu seiner Pensionierung 1967 auch als Hauptschuldirektor fungierte. Um 1930 war er als Fachlehrer in Gmunden tätig und kam als solcher im Herbst 1931 an die Hauptschule in Grieskirchen.
Im Jahr 1932 legte er eine ergänzende „Staatsprüfung für englische Sprache“ ab und war in den 1930er Jahren zeitweise auch wieder als Volksschullehrer, unter anderem ab Februar 1935 in Pettenbach, beschäftigt. Kurz davor hatte er als provisorischer Lehrer in Berg an der Krems bei Ansfelden gewirkt. Bereits wenige Monate später wurde er von der oberösterreichischen Landesregierung zum Hauptschullehrer in Goisern bestellt, blieb der Pettenbacher Volksschule allerdings bis März 1938 erhalten. Daraufhin wechselte er als provisorische Fachlehrer an die Hauptschule von Kirchdorf an der Krems. Bereits im Juni 1938 ging es für ihn weiter nach Molln, wo er aushilfsweise eine Anstellung fand.

### Heirat und Kriegsdienst in der Wehrmacht
Am 2. Jänner 1936 heiratete er die aus Hallein stammende Lehrerin und Regierungsratstochter Hildegard „Hilde“ Neubauer (* 26. Juni 1904 in Nixdorf, Bezirk Schluckenau, Tschechoslowakei; † 19. Mai 2001 in Bad Ischl), bekam mit dieser den Sohn Klaus (* 17. März 1937; † 29. März 1980) und versah seinen Kriegsdienst von 1940 bis 1945 als Soldat im Zweiten Weltkrieg. In diese Zeit fiel auch die Geburt des zweiten Kindes, der Tochter Hiltraud (* 8. September 1941; † 1. Februar 1945), die früh im Alter von drei Jahren verstarb. Als Freiwilliger nahm er an Feldzügen in Polen und Frankreich teil. Im Herbst 1941 war er auf dem Fliegerhorst Wels stationiert und im Sommer 1942 diente er in der Verwaltungseinheit der Fliegerhorst-Kommandantur Schwechat. Während des Krieges geriet Stöger in Kriegsgefangenschaft und wurde nach seiner Heimkehr, nach dem er aufgrund der frühen NSDAP-Mitgliedschaft vermutlich als „belastet“ eingestuft worden war, von 1945 bis 1949 mit einem Berufsverbot belegt. Nachdem er kurzzeitig in Kirchdorf an der Krems und Schärding gelehrt hatte und im Jahr 1951 vom provisorischen Hauptschullehrer in Schärding zum definitiven Hauptschullehrer in Altheim ernannt worden war, war er ab dem frühen 1950er Jahren wieder als Hauptschullehrer in seiner Heimatgemeinde tätig.

### Schriftstellerische Laufbahn
Im Laufe seiner schriftstellerischen Karriere veröffentlichte Stöger zahlreiche Werke, die sich mit historischen, abenteuerlichen und pädagogischen Themen befassten. Bereits 1930 erschien Aus Oberösterreichs vergangenen Tagen. Erzählungen aus der Geschichte unseres Heimatlandes, ein Buch, das vom oberösterreichischen Landesschulrat und weiteren namhaften Experten überprüft und vom Bundesministerium für Unterricht im März 1930 zum Unterrichtsgebrauch in Volks- und Hauptschulen als Klassenlesestoff zugelassen wurde. Es folgten Erzählungen wie Die Magd und andere Geschichten aus kleiner Welt (1937), später in erweiterten Fassungen als Die Heimkehr (1943) und In den dunklen Nächten (1953) veröffentlicht. Auszüge aus Die Magd erschienen in dieser Zeit auch in zahlreichen namhaften Zeitungen aber auch Zeitschriften wie Ruf der Heimat (1. Heft, Jänner 1938) oder in Schönleitners Monatsheften (1947). Weitere frühe Werke waren Die Kranewittbrüder (1938) und Der Knecht Tobias (1942), der 1950 in einer zweiten Auflage mit anderen Erzählungen erschien.
Vor allem in den 1940er und 1950er Jahren erschienen zahlreiche Erzählungen auch in Zeitungen wie dem Völkischem Beobachter, in Die Furche bzw. Die Warte, im Linzer Volksblatt, in den Salzburger Nachrichten, in den Oberösterreichischen Nachrichten, in Die Neue Zeit (Kärnten), in der Innviertler Zeitung oder in Die Weltpresse, so etwa Mit einem Kinde (1940) Der Ahnl (1943), Der Ahnl macht Feierabend (1943), Joachim (1948), Wir werden eine Heimat haben (1948), Unvergessene Landschaft (1949), Der Tod des Dichters (1949), Das Boot ist leer… (1949), Der Pullover (1949), Das Flüchtlingskind (1949), Vor den Fenstern… (1949), Die Antwort (1949), Denn ein Mensch, der an der Grenze steht… (1949), Die klugen Freunde (1949), Das Flüchtlingsmädchen (1949; auch in 1904 1954 50 Jahre Bischöfliches Lehrerseminar Linz (1954) abgedruckt) Beitrag in Österreichischer Volkskalender 1950 und Österreichischer Volkskalender 1951, Die Entschuldigung (1950), Wo du Caius bist… (1950), Hannes und der Sonntagsanzug (1951), Die bösen, die furchtbaren Tage… (1951), Steppenweihnacht (1952), Ein Kuß zu wenig… (1953), Ich, Van Der Meulen, (1954) oder Brigitte und die Chinesen (1954).
Neben historischen Stoffen widmete sich der Autor auch Abenteuergeschichten, etwa in Der Schäfer der Costa Bianca (1944) oder Gefährlicher Sommer (1951). 1949 bearbeitete und übersetzte er Daniel Defoes Klassiker Das Leben und die Abenteuer des Robinson Crusoe. In den 1950er Jahren entstanden zahlreiche weitere Werke, darunter das gemeinsam mit Eberhard Gaßner verfasste Lehrbuch Das Aufsatzbuch (1953), die Romane Junges Blut in kalter Welt (1953) und Urlaub nach dem Süden (1954) sowie Abenteuererzählungen wie Das Rätsel der Kautschukplantage (1954), Gefahr für Manuel (1956), Pedros letzter Schuß (1956) oder Wenn die Wölfe hungern (1962). Auch spannende und geheimnisvolle Stoffe fanden Eingang in sein Werk, etwa Das unheimliche Haus (1957) oder Der Tod läuft auf sechs Beinen (1960). Mit Marsch ins Ungewisse (1972) schilderte er die gefährliche Expedition Gustav Nachtigals in die Sahara. Seine späteren Werke beschäftigten sich zunehmend mit historischen Persönlichkeiten und Ereignissen, so etwa Wüste in Flammen. Lawrence von Arabien, weißer Bruder der Beduinen (1977) sowie Erzählungen in Nachlese (1989) rundeten sein vielseitiges Schaffen ab.

### NS-Mitgliedschaften, andere Funktionen und literarische Tätigkeiten im Nationalsozialismus
Im wohl bekanntesten Werk des vorrangig als Prosaautor tätigen Stögers, dem Roman Die Kranewittbrüder (1938), wird das Leben einer Bauern- und Bergarbeiterfamilie geschildert. Das Werk wurde Anfang der 1940er Jahre ins Tschechische (Bratři Kranewittové, 1942) und Niederländische (Het beklemde dal, 1943) übersetzt und erschien 1948 in 2. Auflage sowie in den Jahren 1954, 1957 und 1980 in Neuauflagen bzw. Lizenzausgaben. Viele seiner weiteren Texte thematisieren das Landleben und dessen Herausforderungen für den Einzelnen. Die Haltung Stögers zum Nationalsozialismus ist Gegenstand kritischer Betrachtung. Bereits 1932 trat er der NSDAP bei, bekannte sich offen zum Regime und dürfte auch von diesem profitiert haben. Nachdem er zumindest von 1. Juni 1932 bis zum 16. September 1933 der NSDAP als Mitglied angehört hatte (Mitgliedsnummer 1.080.568), stellte er im Jahr 1934 die Zahlung der Mitgliedsbeiträge ein, was von der NSDAP üblicherweise als stillschweigende Beendigung der Mitgliedschaft gewertet wurde. Nach dem Anschluss Österreichs beantragte er am 20. Mai 1938 die neuerliche Aufnahme in die NSDAP und wurde rückwirkend zum 1. Mai desselben Jahres aufgenommen (Mitgliedsnummer 6.291.358). Laut seinem NSDAP-Erfassungsantrag von 1938 erklärte Stöger, die Unterbrechung seiner Mitgliedschaft sei auf ein Versehen zurückzuführen. Er habe die Beiträge irrtümlich an die NSV statt an die NSDAP gezahlt und könne dies durch eine Bestätigung der Ortsgruppe Goisern belegen. Im Rahmen der Erfassungsaktion wurde er auf Empfehlung des zuständigen Hoheitsträgers wieder in die Partei aufgenommen. Seine neue Mitgliedsnummer stammte aus dem für verdiente frühere NS-Aktivisten in Österreich reservierten Kontingent.
1933 trat er dem Nationalsozialistischen Lehrerbund (NSLB) bei und wurde nach dem Anschluss Österreichs mit 1. Mai 1938 erneut in diesen aufgenommen, wobei er die Mitgliedsnummer 250.745 erhielt. Innerhalb der NSLB fungierte er als Zellenleiter in Goisern in einer leitenden Funktion. Ab Juni 1938 war Stöger zudem Mitglied der Deutschen Arbeitsfront (DAF) und der Nationalsozialistischen Volkswohlfahrt (NSV). Darüber hinaus war er auch noch Mitglied der Vaterländischen Front (VF), des Deutschen und Österreichischen Alpenvereins (DÖAV) und des Deutsch-österreichischen Lehrervereins. Am 25. September 1938 stellte Stöger einen Aufnahmeantrag für die Reichsschrifttumskammer (RSK) und wurde, da er nur gelegentlich als Schriftsteller und im Hauptberuf als Lehrer tätig war, am 7. November 1940 laut Ziffer 3 und 4 von der Kammerpflicht befreit. Walter Streitfeld, der Geschäftsführer der RKK Oberdonau, hatte Stöger im Vorfeld als „guten feinsinnigen Schriftsteller“ bezeichnet und schlug ihn trotz Lehrerberufs und geringen Œuvres entgegen den Richtlinien in seiner Stellungnahme für die RSK Berlin als Vollmitglied vor, was diese jedoch ablehnte und ihn als befreites Mitglied aufnahm. Außerdem war Stöger Mitglied der Staatlich genehmigten literarischen Verwertungsgesellschaft (LVG) und der Adalbert-Stifter-Gesellschaft (ab 1940). In der Oberdonau-Zeitung, einer amtlichen Tageszeitung der NSDAP, wurde Stöger neben Linus Kefer und Ernst Egermann als einer der jungen Dichter „die sich ihren Platz im dichterischen Schrifttum Großdeutschlands erkämpft“ haben bezeichnet.
Im Oktober 1945 erließ das Schulamt der oberösterreichischen Landeshauptmannschaft eine Anordnung, nach der sämtliche Schulchroniken überarbeitet werden mussten, um belastende oder propagandistische Inhalte aus der NS-Zeit zu entfernen. Dies betraf unter anderem auch die Volksschule Pettenbach, an der Stöger von Februar 1935 bis März 1938 unterrichtete. So wurde im Zuge dieser Geschichtsklitterung aus der ursprünglichen Version des Lehrers August Stöger, „der seit 12. Februar 1935 hier als eifriger und echter deutscher Lehrer wirkte“ in der Neufassung ein attributloser Lehrer „Stöger August“.
Im Jänner 1938 strahlten die Sender Linz und Graz Stögers Erzählung Begegnung in ihrem Programm aus. Im Kölner Hörfunk war im April 1940 Stögers Bekenntnis zur Zeit. Später Liebesbrief an meine Frau zu hören. In Stillere Heimat veröffentlichte er 1940 den Text Der Wilderer, 1941 Anka, 1942 Leb wohl, Germaine!, 1943 Der Schäfer der Costa Bianca (1944 auch in Buchform erschienen; 1952 in einer Neuauflage) und 1944 Der Zweikampf. Stillere Heimat war ein literarisches Jahrbuch, das 1940 vom Kulturamt der Stadt Linz gegründet wurde und der Veröffentlichung von Texten, insbesondere von Autorinnen und Autoren aus Oberösterreich und Linz, diente. Nach einer Unterbrechung wurde es 1952 erneut herausgegeben, ehe es 1970 in Facetten umbenannt und unter diesem Namen weitergeführt wurde. Am 20. Dezember 1942 erhielt er zusammen mit dem kurz zuvor in Stalingrad gefallenen Ernst Egermann und dem aus Garsten stammenden Lehrer und Schriftsteller Linus Kefer den Förderungspreis des Gaukulturpreises von Oberdonau, eine der prominentesten Auszeichnungen der NS-Kulturpolitik in Oberösterreich. Im selben Jahr hatte er unter anderem zusammen mit Gertrud Fussenegger den Preis des Erzähler-Wettbewerbs Die Novelle des „XX. Jahrhunderts“ der Zeitschrift Das XX. Jahrhundert gewonnen; Stöger dabei für seine Novelle Der Zweikampf, in der auch Der Knecht Tobias integriert war. Stögers Werk war dabei aus 260 Einsendungen als einer der Gewinner hervorgegangen. Im Frühjahr 1944 wurde ihm bei einem Kunstwettbewerb des Kommandos einer Luftwaffeneinheit für eine Einsendung der erste Preis zuerkannt.

### Aktivitäten und weitere Auszeichnungen nach Kriegsende
Nach Kriegsende konnte er seine schriftstellerische Tätigkeit, die vor allem konservativ ausgerichtet war, fortsetzen und veröffentlichte neben den bereits erwähnten Romanen, Erzählungen und Lehrbüchern auch kürzere Texte in Zeitungen und Zeitschriften. Auch in den 1950er Jahren wurden seine Erzählungen immer wieder im Hörfunk ausgestrahlt, beispielsweise 1951 die Erzählung Die Spur bei der Sendergruppe West, eine zeitgenössische Erzählung auf dem Mittelwellensender Innsbruck I (1953), die Erzählung Der Dackel Jokob (1953) im Programm der Sendergruppe Alpenland oder die Erzählung Vater und Tochter (1954) im zweiten Programm von Radio Österreich, sowie zahlreiche weitere Erzählungen. Über den Ennstaler Kreis nahm er vom 14. bis zum 18. September 1955 an der 3. Pürgger Dichterwoche teil. Anfang der 1960er Jahre verfasste Stöger Hörspiele für das Radio. Während Unser Bruder Istvan 1962 vom Bayerischen Rundfunk (BR) gesendet wurde, strahlte der Österreichische Rundfunk (ORF) im Jahr 1966 das von Stöger verfasste Gericht am Abend aus. Bereits in den 1930er Jahren hatte Stöger erste Auftritte im Hörfunkprogramm des damaligen Linzer Senders, als er aus seinen eigenen Werken las.
Im Laufe seiner langen Karriere wurde Stöger mehrfach ausgezeichnet. Für seine Erzählung Die Reise nach Hallstatt (1952 auch im Buchformat erschienen), die drei Jahre später auch in einer Lizenzausgabe der Buchgemeinschaft Welt und Heimat erschien, wurde er im Jänner 1951 mit dem Adalbert-Stifter-Preis des Landes Oberösterreich ausgezeichnet. Bei dieser erstmaligen Vergabe dieses Preises ging der mit 10.000 Schilling dotierte Anerkennungspreis zu gleichen Teilen an Stöger und Linus Kefer (für Die Sommergöttin). Im Jahr 1959 bekam Stöger den Berufstitel Professor verliehen; ein Jahr später gewann er den Erzählerpreis der deutschen evangelischen Zeitschrift Unsere Kirche.
Am 18. April 1989 starb Stöger, der zuletzt im Bezirksseniorenheim in der Maxquellgasse in Bad Ischl lebte, im Alter von 84 Jahren und fand am Stadtfriedhof Bad Ischl seine letzte Ruhestätte. Seine Ehefrau überlebte ihn um zwölf Jahre, starb am 19. Mai 2001 im Alter von 97 Jahren und wurde an seiner Seite beerdigt.

## Werke (Auswahl)
- 1930: Auf Vogelfang im Salzkammergut. In: Welser Zeitung, 43. Jahrgang, Nr. 32, Freitag, 8. August 1930[104][105]
- 1930: Aus Oberösterreichs vergangenen Tagen. Erzählungen aus der Geschichte unseres Heimatlandes
- 1937: Die Magd und andere Geschichten aus kleiner Welt (Auszüge unter dem Titel Die  Heimkehr, 1943;[36] erweiterte Auflage unter dem Titel In den dunklen Nächten, 1953[37])
- 1938: Die Kranewittbrüder (2. Auflage, 1939 bzw. 2. unveränderte Auflage, 1948;[73] Lizenzausgabe, 1954;[74] Neuauflage, 1957; Lizenzausgabe, 1980[75])
- 1942: Der Knecht Tobias (2. erweiterte Auflage unter dem Titel Der Knecht Tobias und andere Erzählungen, 1950)[41]
- 1944: Der Schäfer der Costa Bianca (Neuauflage, 1952)[84]
- 1949: Daniel Defoe: Das Leben und die Abenteuer des Robinson Crusoe (übersetzt und bearbeitet; Sonderausgabe, 1979)
- 1951: Gefährlicher Sommer[67]
- 1952: Die Reise nach Hallstatt. Eine Erzählung[99] (Lizenzausgabe, 1955)[100]
- 1953: Das Aufsatzbuch. Ein Handbuch für den Lehrer (gemeinsam mit Eberhard Gaßner)
- 1953: Junges Blut in kalter Welt[37]
- 1954: Das Rätsel der Kautschukplantage
- 1954: Ein Kind erwacht In: oberösterreich sommerheft 1954[106]
- 1954: Urlaub nach dem Süden. Ein gelegentlich heiterer Roman[69]
- 1955: Blauer Enzian
- 1955: SOS – Ameisen!
- 1955: Maria Pacolt: Der Wachsmensch von Lambach und andere Sagen aus Oberösterreich (ausgewählte Erzählungen;[107] 2. Auflage, 1962;[108] 3. Auflage, 1967)[109]
- 1956: Gefahr für Manuel
- 1956: Pedros letzter Schuß[70]
- 1956: Wenn ein Engel vom Himmel kommt…
- 1957: Der Mann vom Schattwald
- 1957: Das unheimliche Haus
- 1960: Der Tod läuft auf sechs Beinen
- 1962: Wenn die Wölfe hungern[71]
- 1972: Marsch ins Ungewisse (Taschenbuch mit dem Untertitel Die gefährliche Reise Gustav Nachtigals in das geheimnisvolle Land Tibesti in der Wüste Sahara, 1980)
- 1974: Es ist schon alles gut gerichtet
- 1974: Verschollen… „Helft uns, oder wir sind verloren!“ Das letzte Lebenszeichen Emin Paschas; Stanley macht sich auf, den Verschollenen zu suchen.
- 1977: Wüste in Flammen. Lawrence von Arabien, weißer Bruder der Beduinen (2. Auflage, 1982)
- 1989: Nachlese. Erzählungen

## Hörspiele
- 1962: Unser Bruder Istvan – Regie: Gustav Machatý (Original-Hörspiel – BR)[110]
- 1966: Gericht am Abend – Regie: Herbert Spalke (Originalhörspiel – ORF Steiermark)[111]